# Всероссийская генеалогическая выставка
Всероссийская генеалогическая выставка — выставка, проводимая «Союзом Возрождения Родословных Традиций» (СВРТ) в различных городах России два раза в год. Выставки готовятся в тесном сотрудничестве с архивами различных регионов, музеями и библиотеками. 
- I выставка прошла в 2005 г. в Нижнем Новгороде,
- II — в июне — августе 2006 г. в Брянске[2],
- III — в ноябре — декабре 2006 г. в Курске[3],
- IV — в апреле — мае 2007 г. в Ярославле[4],
- V — в ноябре — декабре 2007 г. в Екатеринбурге[5],
- VI Всероссийская генеалогическая выставка в г. Угличе в январе — феврале 2008 г.,
- VII — Тула — в ноябре — декабре 2008 г.,
- VIII — Нижний Новгород — 15 октября 2009 г.,
- IX — Воронеж — 2010 г.,
- X — Воронеж — 2012 г.,
- XI — Брянск — с 11 июня по 8 июля 2013 г. [6],
- XII — Кострома[7],
- XIII — 6 июля 2016 г. — Воронеж.

Важная составляющая выставочной экспозиции — методологические стенды. Они демонстрируют технологию родословных поисков: рассказывают об архивных источниках, содержащих генеалогическую информацию, компьютерных программах для составления родословных древ и о многом другом. Кроме этого на выставках можно познакомиться с разнообразной тематической литературой. Эта информация поможет начинающим исследователям сделать первые шаги на пути познания истории своей семьи, своего рода.
Вторая часть экспозиции посвящена результатам родословных исследований членов СВРТ, коллег и партнёров. Пришедшие на выставку могут ознакомиться с генеалогическими древами, выполненными в разных техниках, с творческими работами, которые отображают историю одной семьи или рода. Наблюдая разнообразие работ родословной тематики, посетители выставок ясно понимают, что генеалогия сегодня — удел не только учёных-историков и потомков дворянских родов. Самостоятельные родословные исследования, восстановление семейной истории, безусловно, возможно для любого человека, искренне стремящегося к сохранению памяти о предках.